# Valea-Trestieni
Valea-Trestieni è un comune della Moldavia situato nel distretto di Nisporeni di 2.142 abitanti al censimento del 2004

## Località
Il comune è formato dall'insieme delle seguenti località (popolazione 2004):
- Valea-Trestieni (874 abitanti)
- Isăicani (794 abitanti)
- Luminiţa (285 abitanti)
- Odobeşti (88 abitanti)
- Selişteni (101 abitanti)